# Giewont
Giewont – masyw górski w Tatrach Zachodnich o wysokości 1895 m n.p.m. i długości 2,7 km. Jego główny wierzchołek, Wielki Giewont, jest zazwyczaj uznawany za najwyższy szczyt Tatr Zachodnich położony w całości na terenie Polski; choć wyższa jest Twarda Kopa w Czerwonych Wierchach, pomija się ją ze względu na niewielką wybitność.

## Topografia
Masyw Giewontu położony jest między Doliną Bystrej, Doliną Kondratową, Doliną Małej Łąki i Doliną Strążyską. Góruje nad Zakopanem i jest z niego znakomicie widoczny. Od strony północnej Giewont jest stromy i trudno dostępny, zbocza południowe są łagodniejsze.
Szczyt znajduje się w północnej grani Kopy Kondrackiej. Masyw Giewontu złożony jest z trzech części: Wielkiego Giewontu (1895 m), Małego Giewontu (1739 m) i Długiego Giewontu (1868 m). Pomiędzy Wielkim a Małym Giewontem znajduje się Giewoncka Przełęcz (1709 m), z której opada cieszący się złą sławą (ponieważ zginęło w nim wielu turystów, którzy zboczyli ze szlaku celem skrócenia drogi powrotnej) Żleb Kirkora. Do roku 2003 zginęło w ten sposób ponad 20 turystów. Wielki Giewont ma północną ścianę o wysokości względnej około 600 m. W kierunku południowym zbocza Wielkiego Giewontu opadają do Kondrackiej Przełęczy. Długi Giewont ma ok. 1,3 km długości.
Między Wielkim a Długim Giewontem położona jest głęboka przełęcz zwana Szczerbą (1810 m), z której opada Żleb Szczerby. Na Wielkim Giewoncie znajduje się 15-metrowy żelazny krzyż na Giewoncie, obiekt pielgrzymek religijnych, ale również niebezpieczne miejsce w czasie burzy.

## Geologia
Masyw Giewontu wchodzi w skład tzw. serii wierchowej utworzonej głównie przez skały parautochtoniczne. Sam masyw tworzą dwie płaszczowiny: niższa płaszczowina Czerwonych Wierchów i leżąca na niej płaszczowina Giewontu. Utwory płaszczowiny Czerwonych Wierchów występują tylko w dolnej partii Małego Giewontu, resztę masywu tworzy płaszczowina Giewontu.
Masyw Giewontu budują skały osadowe, przede wszystkim wapienie i dolomity triasu oraz wapienie jury i kredy, jedynie na Kondrackiej Przełęczy znajdują się skały metamorficzne – gnejsy i łupki biotytowe, będące zakończeniem dużej wyspy krystalicznej Goryczkowej, ciągnącej się od Kasprowego Wierchu. W kierunku od Kondrackiej Przełęczy odsłaniają się najpierw lądowe piaskowce z przeławiceniami mułowców i zlepieńców dolnego triasu. Odsłaniają się one w rejonie wyniesienia szczytu.
Powyżej położone są płytkomorskie dolomity najwyższej części dolnego triasu oraz płytkomorskie dolomity z przeławiceniami wapieni środkowego triasu (wyłącznie anizyk, bez wyższej części tego piętra). W porównaniu do dolomitów dolnotriasowych skały te cechują się grubszymi ławicami. Wierzchołkowe partie południowych stoków Giewontu budują wapienie środkowej jury, a sam wierzchołek i wyższą część północnych zboczy tworzą wapienie jury górnej. Niższe partie zboczy północnych tworzą wapienie kredowe z licznymi amonitami. Podobną budowę ma Mały Giewont. Wszystkie warstwy osadowe zapadają pod kątem 80° na północ.

## Flora i fauna
Masyw Giewontu położony jest w obrębie Tatrzańskiego Parku Narodowego. Wapienne podłoże sprzyja występowaniu bogatej flory roślin wapieniolubnych. Stwierdzono występowanie rzadkich w Polsce roślin, jak: ostrołódka polna, rogownica szerokolistna, starzec pomarańczowy, szarota Hoppego, wierzba oszczepowata, jastrzębiec śląski, przymiotno węgierskie, podejźrzon rutolistny, potrostek alpejski (wszystkie z wyjątkiem starca i podejźrzona występują w Polsce tylko w Tatrach i to na nielicznych stanowiskach). W ścianach Giewontu przebywają w zimie kozice i jest to jedno z niewielu w polskich Tatrach miejsc, w których mogą przetrwać zimę.

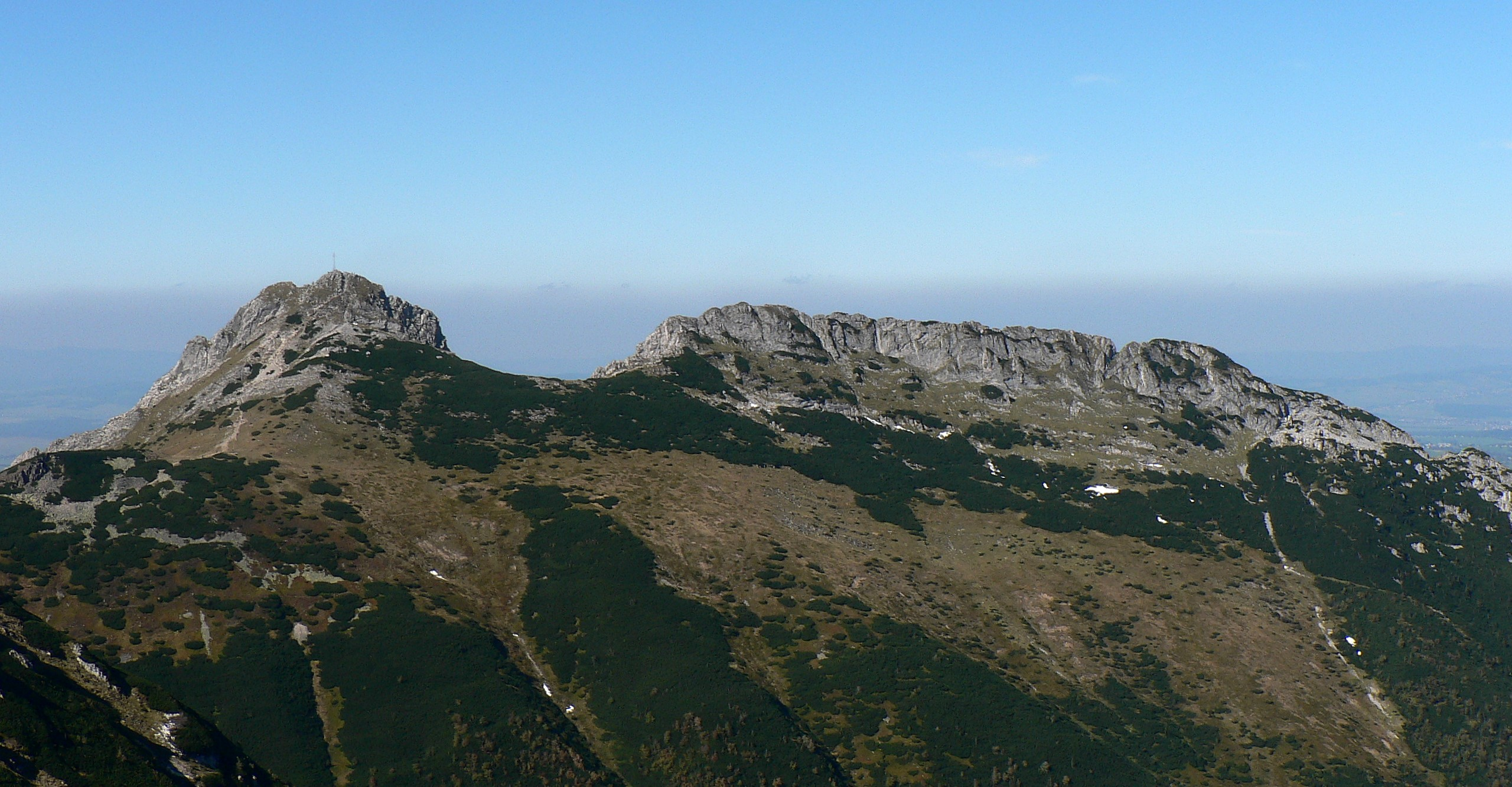
Wielki i Długi Giewont z Przełęczy pod Kopą Kondracką
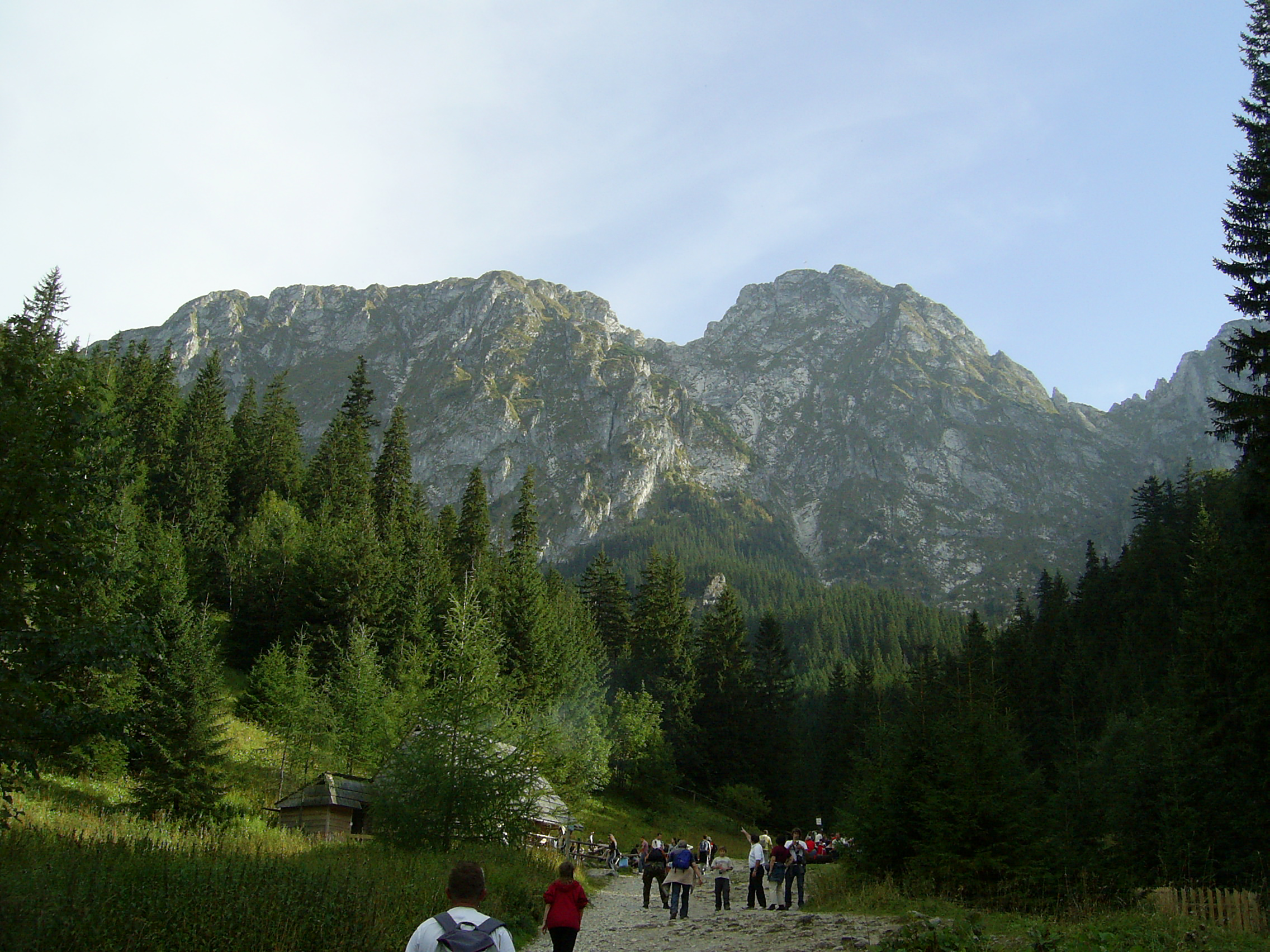
Masyw Giewontu z Polany Strążyskiej
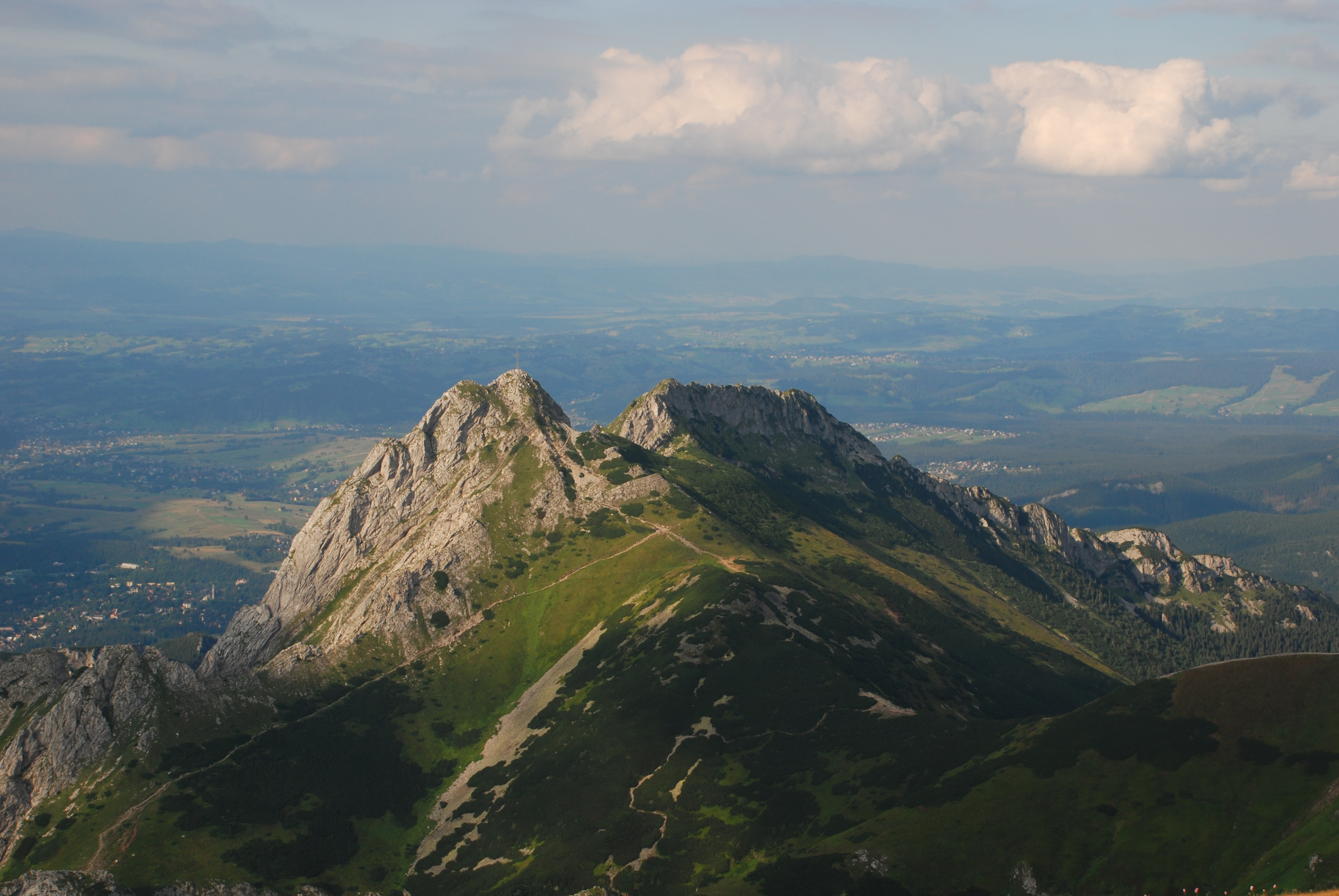
Giewont od południa
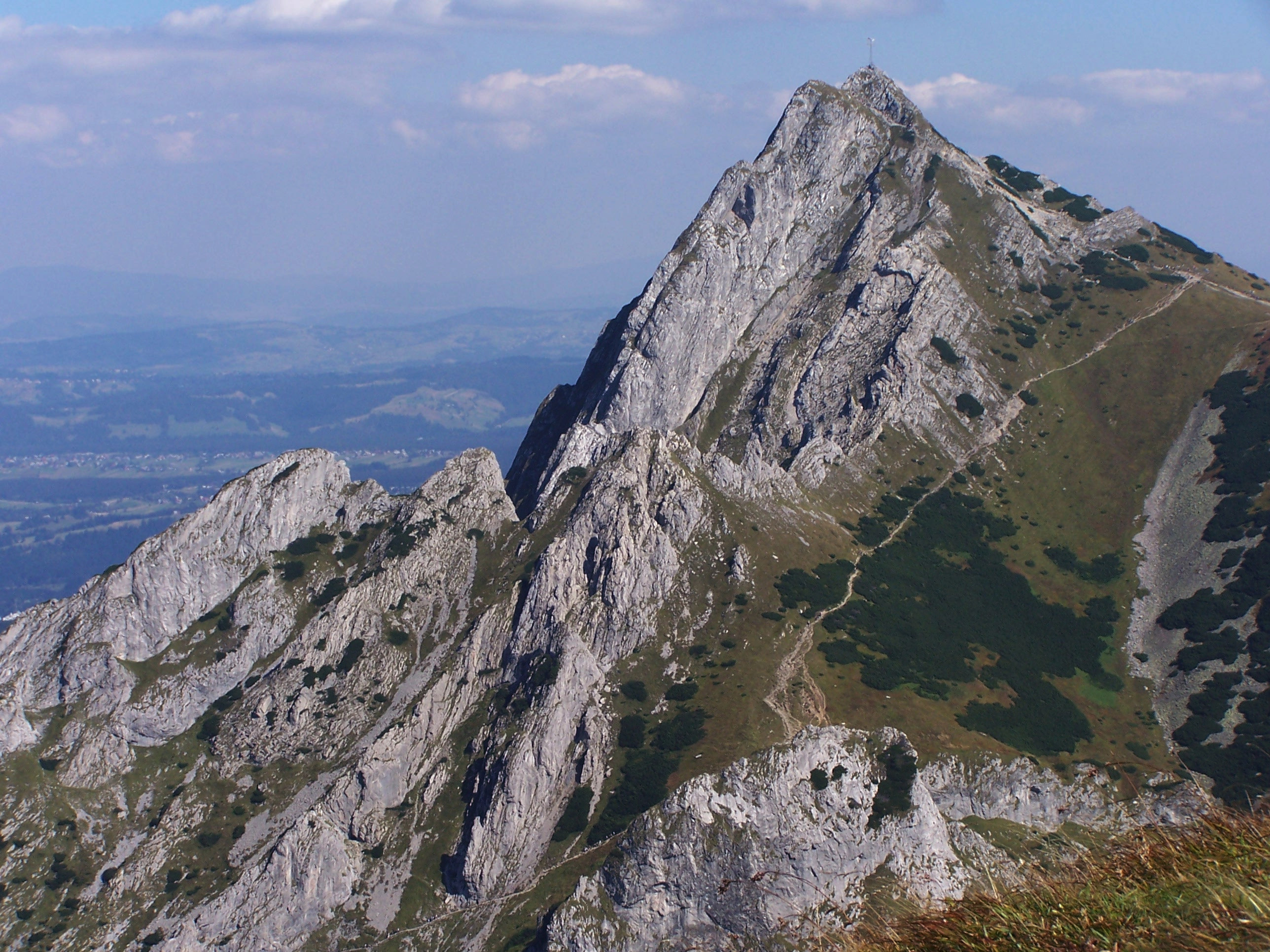
Giewont od zachodu
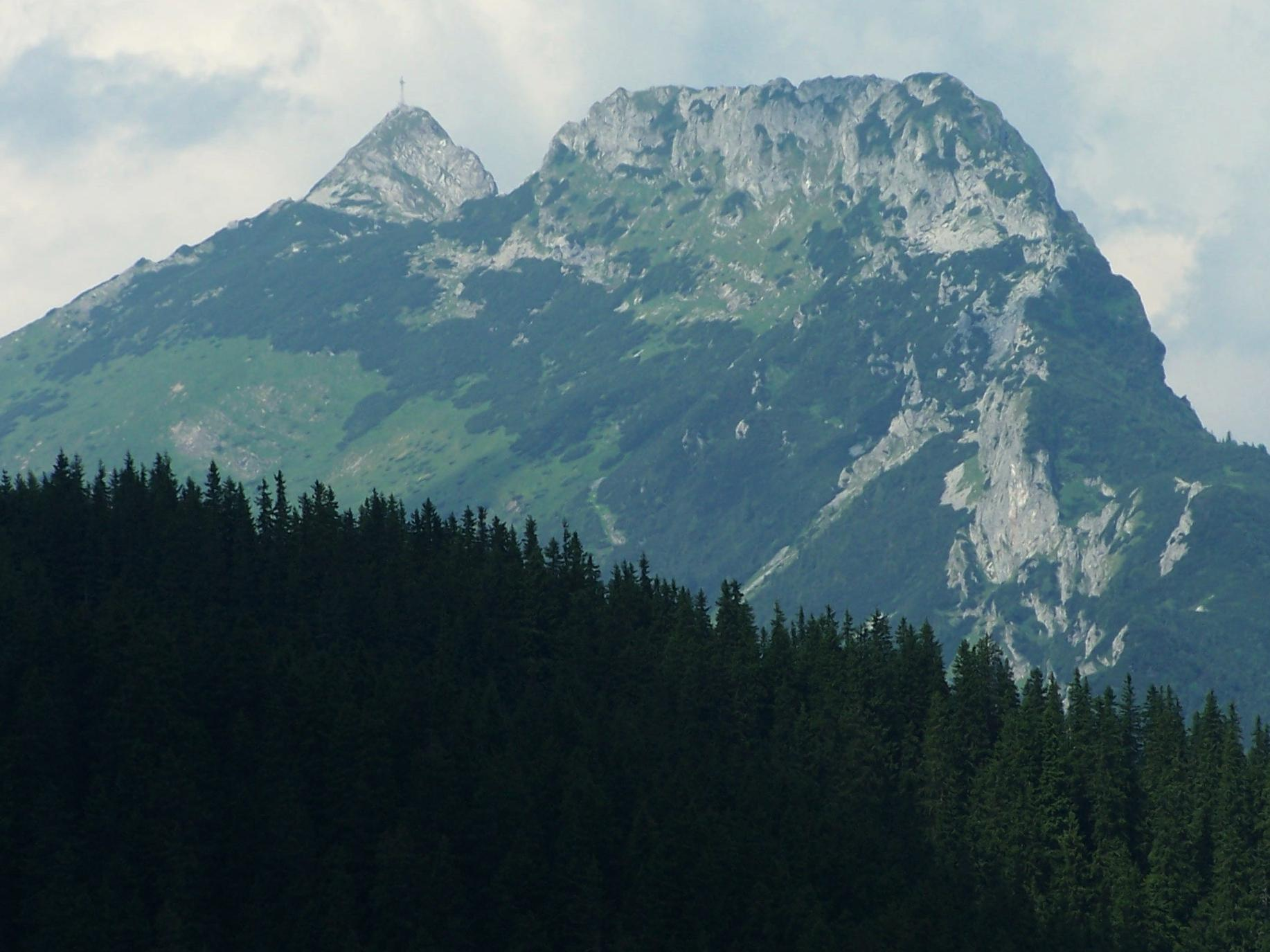
Giewont z okolic Przełęczy między Kopami
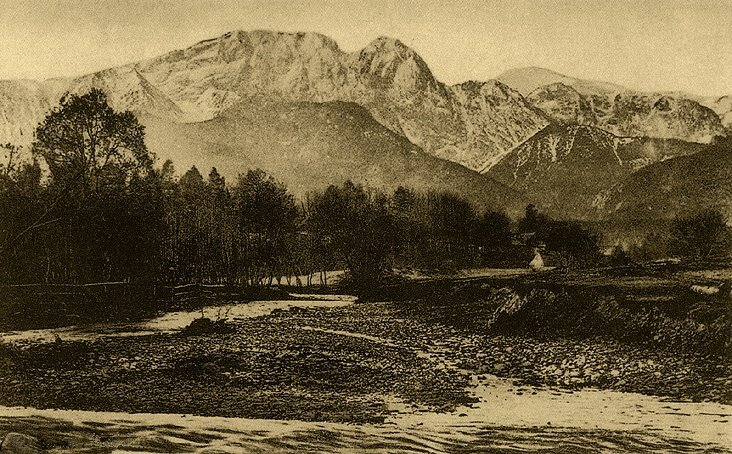
Zdjęcie masywu Giewontu z początku XX wieku
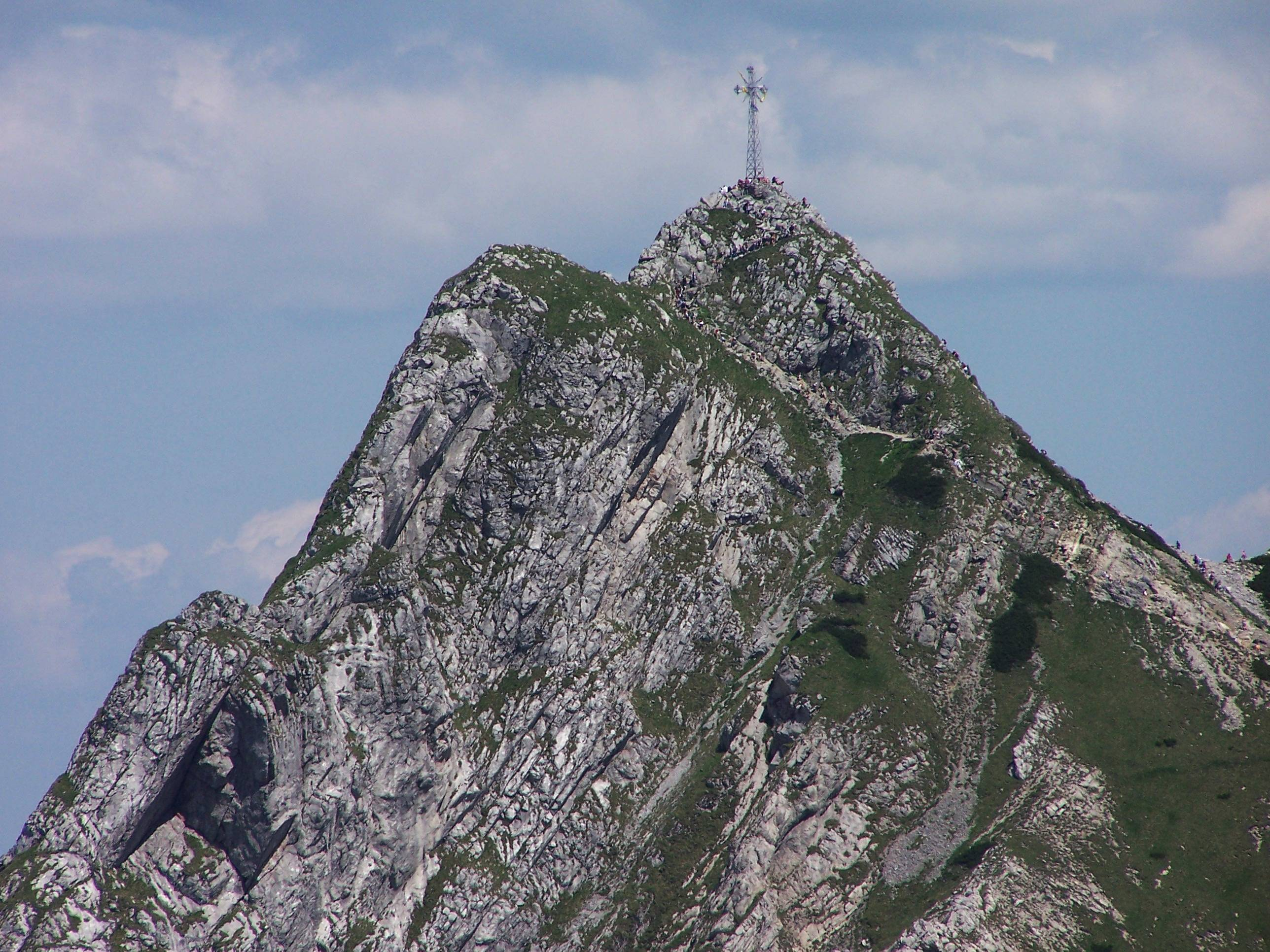
Szczyt Giewontu
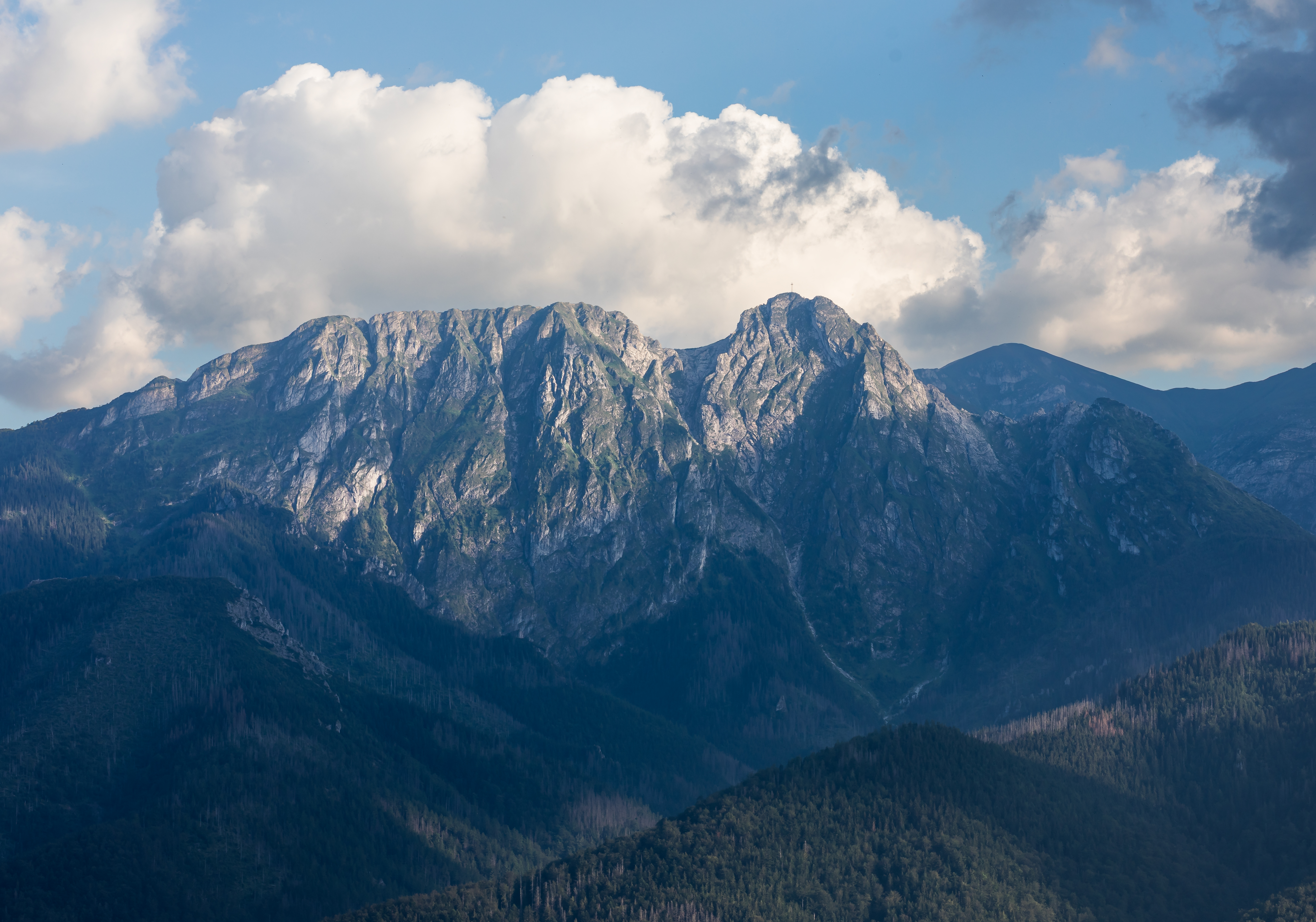
Masyw Giewontu widziany od północnej strony

## Historia i znaczenie

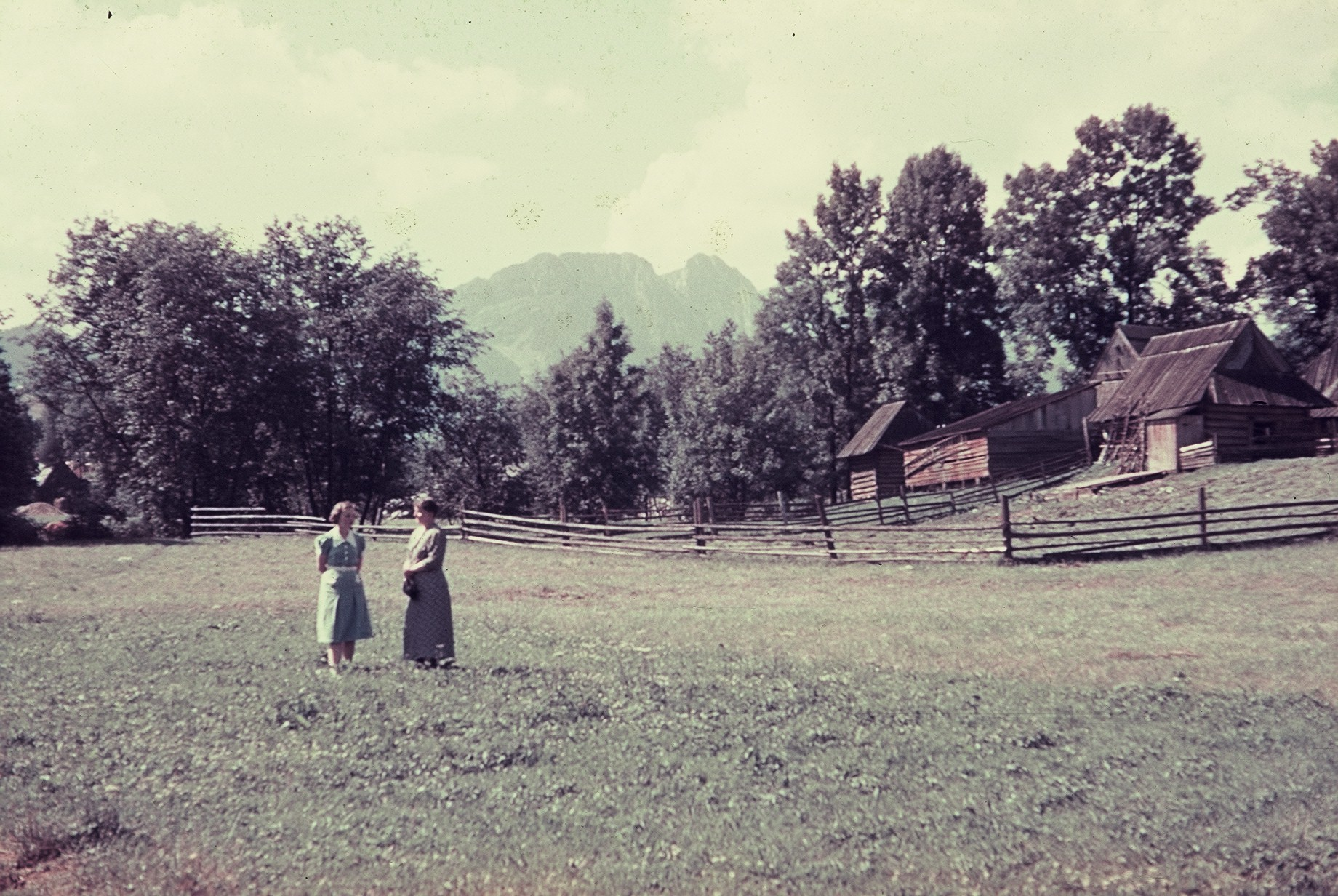
Giewont w 1938

Najstarsze dokumenty wspominają o istnieniu w XVI wieku kopalni miedzi Gyewant w Giewoncie. Nie zostało jednak wyjaśnione ostatecznie pochodzenie nazwy góry. Nazwa góry wywodzi się prawdopodobnie z języka niemieckiego, od słowa Wand (‘ściana, skała’). Pierwotna forma brzmiała zapewne Gewand (grupa skał) bądź Gähwand (‘stroma skała’). Jednak według Mariusza Zaruskiego podobnie jak wiele innych nazw tatrzańskich, nazwa góry pochodzi od nazwiska góralskiego – żyje do tej pory ród Giewontów.
Giewont to góra-symbol, której zarys kojarzony jest z sylwetką śpiącego rycerza. Jedna z wersji legendy o rycerzach śpiących pod Tatrami, którzy obudzą się, gdy Polska znajdzie się w wielkim zagrożeniu, umiejscawia ich właśnie pod Giewontem. Związane jest to z licznymi w ścianach Giewontu jaskiniami, m.in. Jaskinia Zawaliskowa w Długim Giewoncie, Studnia w Giewoncie, Jaskinia Juhaska, Jaskinia Śpiących Rycerzy, Jaskinia Śpiących Rycerzy Wyżnia, Kozia Grota, Dziura w Szczerbie, Ruda Nyża, Dziura nad Doliną Strążyską.
Północne ściany Giewontu są atrakcyjnym celem wspinaczkowym dla taterników. Wytyczono w nich wiele dróg wspinaczkowych. Jednakże znajdują się na obszarze ochrony ścisłej Regle Zakopiańskie i TPN nie zezwala na wspinaczkę.
Walery Eljasz-Radzikowski w 1880 r. pisał o Giewoncie: „Z każdej prawie chaty Giewonta widać, toteż słusznie mu się należy tytuł króla zakopiańskiego”.
Giewont jest bardzo niebezpieczny podczas burzy. Było wiele wypadków porażenia piorunem, w tym śmiertelnych. 22 sierpnia 2019, podczas burzy, pioruny uderzyły w kopułę szczytową Giewontu, śmiertelnie rażąc 4 osoby (w tym dwoje dzieci) i raniąc ponad 100 (w tym kilkadziesiąt ciężko, 157 osób zostało hospitalizowanych). Był to najtragiczniejszy wypadek w historii zdobywania tej góry od 1937 roku, kiedy również zginęły 4 osoby.

## Szlaki turystyczne
Na szczyt Wielkiego Giewontu dojść można trzema popularnymi szlakami turystycznymi (czasy przejścia podane na podstawie mapy):
 – niebieski z Kuźnic przez Kalatówki, Dolinę Kondratową, obok schroniska PTTK na Hali Kondratowej i przez Kondracką Przełęcz. Czas przejścia: 2:55 h, ↓ 2:15 h
  – czerwony z Doliny Strążyskiej przez Polanę Strążyską i Przełęcz w Grzybowcu na Wyżnią Kondracką Przełęcz, stamtąd dalej szlakiem niebieskim.
- Czas przejścia od wylotu Doliny Strążyskiej na przełęcz: 3 h, ↓ 2:20 h
- Czas przejścia z przełęczy na szczyt Giewontu: 15 min, ↓ 10 min

  – żółty z Gronika przez Dolinę Małej Łąki na Kondracką Przełęcz, dalej szlakiem niebieskim.
- Czas przejścia z Gronika na przełęcz: 2:45 h, ↓ 2:05 h
- Czas przejścia z przełęczy na szczyt Giewontu: 30 min, ↓ 20 min.

Do Wyżniej Kondrackiej Przełęczy trasa jest bez większych trudności technicznych. Ostatni podwierzchołkowy odcinek (szlak niebieski) jest trudniejszy i ubezpieczony łańcuchami. Obowiązuje na nim ruch jednostronny – na szczyt prowadzi (patrząc z dołu) trasa z prawej strony. W sezonie przy dobrej pogodzie na odcinku tym tworzą się kolejki, czasami bardzo długie – Giewont należy do najbardziej popularnych szczytów.